# Ligne verte du métro de Montréal
Pour les articles homonymes, voir Ligne verte et Ligne 1.
La ligne verte (ou ligne 1) est une des quatre lignes du métro de Montréal. Elle est la deuxième ligne en importance du réseau en ce qui a trait à son nombre de stations, à sa longueur et à son achalandage. Cependant, sa section au centre-ville est la plus achalandée de tout le réseau. Une section de cette ligne faisait partie du réseau initial de 1966 et a connu des extensions en 1976 et 1978. Elle est aujourd'hui composée de 27 stations, toutes souterraines. La ligne verte dessert les quartiers de Mercier, Hochelaga-Maisonneuve, Centre-Sud, Le Village, Le Quartier Latin, du Centre-ville, Pointe-Saint-Charles, Verdun et Ville-Émard.

## Histoire

### Chronologie
- 14 octobre 1966 : mise en service entre Atwater et Papineau ;
- 19 décembre 1966 : prolongement à l'est jusqu'à Frontenac ;
- 21 décembre 1966 : ouverture de la station Beaudry ;
- 6 juin 1976 : prolongement à l'est jusqu'à Honoré-Beaugrand ;
- 9 juin 1976 : ouverture de la station Assomption ;
- 3 septembre 1978 : prolongement à l'ouest jusqu'à Angrignon.

### Origines
Les différents schémas du métro de Montréal proposés à partir de 1944 envisagent une ligne est-ouest suivant la très achalandée rue Sainte-Catherine. Sa construction est finalement arrêtée en 1961 sur un tracé reliant Atwater à Frontenac, en même temps que la première étape de la ligne orange entre Henri-Bourassa et Place-d'Armes. 
Les travaux des deux lignes commencent simultanément en mai 1962. La construction alterne entre des sections en tranchée couverte et des tunnels souterrains classiques creusés à l'explosif. La ligne verte est mise en service le 14 octobre 1966 entre Atwater et Papineau, les stations Beaudry et Frontenac étant ouverte à mesure de leur achèvement.

### Prolongement à Honoré-Beaugrand
En 1970, Montréal est désignée organisatrice des Jeux olympiques d'été de 1976. La desserte des équipements sportifs, dont le nouveau stade olympique, nécessite le prolongement de la ligne verte vers le nord-est depuis la station Frontenac. Il s'agit de la première extension de ligne décidée depuis l'ouverture du métro en 1966. Étant donné son intérêt dans la desserte des équipements olympiques, elle est financée à 60 % par la province de Québec.
Le prolongement, qui comprend neuf stations, ne pose pas de difficultés particulières de construction. Les travaux sont lancés en 1971 avec un coût prévisionnel de 57 M$. Les stations font l'objet d'une recherche architecturale afin de leur donner un aspect plus accueillant, rompant avec le style brut des stations des années 1960. 
L'extension à Honoré-Beaugrand est mise en service en juin 1976, juste avant le début des olympiades. Seule la station Assomption n'est alors pas complètement achevée. Si les délais sont tenus, le coût s'est cependant envolé jusqu'à 130 M$.

### Prolongement à Angrignon
En parallèle, une extension de huit stations depuis Atwater est décidée afin de desservir l'ouest de Montréal. Alors que la ligne verte avait jusque-là un tracé rectiligne suivant les axes de circulation, le prolongement se démarque par un tracé tortueux afin de desservir les zones les plus peuplées. Une nouvelle correspondance est établie avec la ligne orange à Lionel-Groulx, où les voies de chaque ligne sont superposées pour permettre des échanges quai-à-quai.
Finalement, ce prolongement aura coûté 160 M$. La mise en service a lieu le 3 septembre 1978. Il s'agit du dernier prolongement en date de la ligne verte. En effet, l'envolée des coûts de construction du métro mène à un moratoire décrété par le gouvernement de Robert Bourassa qui met fin aux ambitions d'extension du réseau.

## Liste des stations
| Station          | Inauguration                                                         | Odonyme                                   | Origine du nom                                                                                              | Correspondance                                               | Arrondissement                |
| ---------------- | -------------------------------------------------------------------- | ----------------------------------------- | --- | ------------------------------------------------------------ | ----------------------------- |
| Angrignon        | 3 septembre 1978                                                     | Parc Angrignon Boulevard Angrignon        | Jean-Baptiste-Arthur Angrignon, conseiller municipal                                                        | Terminus Angrignon                                           | Le Sud-Ouest                  |
| Monk             | 3 septembre 1978                                                     | Boulevard Monk                            | James Monk, procureur général de la province de Québec                                                      |                                                              | Le Sud-Ouest                  |
| Jolicoeur        | 3 septembre 1978                                                     | Rue Jolicœur                              | Joseph-Moïse Jolicœur, prêtre                                                                               |                                                              | Le Sud-Ouest                  |
| Verdun           | 3 septembre 1978                                                     | Arrondissement de Verdun Rue de Verdun    | Notre-Dame-de-Saverdun (France), ville natale du Seigneur Zacharie Dupuis                                   |                                                              | Verdun                        |
| De l'Église      | 3 septembre 1978                                                     | Avenue de l'Église                        | Église Saint-Paul de Montréal                                                                               |                                                              | Verdun                        |
| LaSalle          | 3 septembre 1978                                                     | Boulevard LaSalle                         | René Robert Cavelier de La Salle, explorateur                                                               |                                                              | Verdun                        |
| Charlevoix       | 3 septembre 1978                                                     | Rue Charlevoix                            | Pierre-François-Xavier de Charlevoix, historien et explorateur                                              |                                                              | Le Sud-Ouest                  |
| Lionel-Groulx    | 3 septembre 1978 (ligne verte) 28 avril 1980 (ligne orange)          | Avenue Lionel-Groulx                      | Lionel Groulx, historien québécois                                                                          | Ligne 2 - Orange                                             | Le Sud-Ouest                  |
| Atwater          | 14 octobre 1966                                                      | Avenue Atwater                            | Edwin Atwater, conseiller municipal                                                                         |                                                              | Ville-Marie                   |
| Guy-Concordia    | 14 octobre 1966                                                      | Rue Guy Université Concordia              | Étienne Guy, propriétaire terrien Concordia salus (Prospérité par l'accord), devise de Montréal             |                                                              | Ville-Marie                   |
| Peel             | 14 octobre 1966                                                      | Rue Peel                                  | Robert Peel, 28e premier ministre du Royaume-Uni                                                            |                                                              | Ville-Marie                   |
| McGill           | 14 octobre 1966                                                      | Avenue McGill College Université McGill   | James McGill, homme d'affaires d'origine écossaise                                                          | Réseau express métropolitain (Fin 2025)                      | Ville-Marie                   |
| Place-des-Arts   | 14 octobre 1966                                                      | Place des Arts                            | Complexe culturel                                                                                           |                                                              | Ville-Marie                   |
| Saint-Laurent    | 14 octobre 1966                                                      | Boulevard Saint-Laurent                   | Saint Laurent Fleuve Saint-Laurent                                                                          |                                                              | Ville-Marie                   |
| Berri-UQAM       | 14 octobre 1966 (lignes verte et orange) 28 avril 1967 (ligne jaune) | Rue Berri Université du Québec à Montréal | Nom donné par Migeon de Branssat en 1669, origine inconnue                                                  | Ligne 2 - Orange Ligne 4 - Jaune Gare d'autocars de Montréal | Ville-Marie                   |
| Beaudry          | 21 décembre 1966                                                     | Rue Beaudry                               | Pierre Beaudry, propriétaire terrien                                                                        |                                                              | Ville-Marie                   |
| Papineau         | 14 octobre 1966                                                      | Avenue Papineau                           | Joseph Papineau, homme politique et père de Louis-Joseph Papineau                                           |                                                              | Ville-Marie                   |
| Frontenac        | 19 décembre 1966                                                     | Rue Frontenac                             | Louis de Buade de Frontenac, Gouverneur général de la Nouvelle-France                                       |                                                              | Ville-Marie                   |
| Préfontaine      | 6 juin 1976                                                          | Rue Préfontaine Parc Raymond-Préfontaine  | Raymond Fournier Préfontaine, maire de Montréal                                                             |                                                              | Mercier–Hochelaga-Maisonneuve |
| Joliette         | 6 juin 1976                                                          | Rue Joliette                              | Barthélemy Joliette, fondateur de la ville de Joliette                                                      |                                                              | Mercier–Hochelaga-Maisonneuve |
| Pie-IX           | 6 juin 1976                                                          | Boulevard Pie-IX                          | Le bienheureux pape Pie IX                                                                                  | Service rapide par bus                                       | Mercier–Hochelaga-Maisonneuve |
| Viau             | 6 juin 1976                                                          | Rue Viau                                  | Charles-Théodore Viau, fabricant de biscuits                                                                |                                                              | Mercier–Hochelaga-Maisonneuve |
| Assomption       | 6 juin 1976                                                          | Boulevard de l'Assomption                 | L'Assomption, dogme catholique                                                                              |                                                              | Mercier–Hochelaga-Maisonneuve |
| Cadillac         | 6 juin 1976                                                          | Rue de Cadillac                           | Antoine Laumet, sieur de Cadillac et explorateur français                                                   |                                                              | Mercier–Hochelaga-Maisonneuve |
| Langelier        | 6 juin 1976                                                          | Boulevard Langelier                       | Sir François Charles Stanislas Langelier, maire de Québec et lieutenant-gouverneur de la province de Québec |                                                              | Mercier–Hochelaga-Maisonneuve |
| Radisson         | 6 juin 1976                                                          | Rue Radisson                              | Pierre-Esprit Radisson, explorateur français                                                                | Terminus Radisson                                            | Mercier–Hochelaga-Maisonneuve |
| Honoré-Beaugrand | 6 juin 1976                                                          | Rue Honoré-Beaugrand                      | Honoré Beaugrand, auteur et maire de Montréal                                                               |                                                              | Mercier–Hochelaga-Maisonneuve |

## En résumé
En résumé, La ligne verte du métro de Montréal relie l'ouest (Angrignon) à l'est (Honoré-Beaugrand), traversant des quartiers populaires comme Verdun, Plateau-Mont-Royal, et Ville-Marie. Elle dessert 21 stations sur 13,1 km, incluant des arrêts majeurs comme Berri-UQAM et McGill, et est l'une des lignes les plus fréquentées du réseau en raison de sa centralité et de son accès aux zones urbaines clés.

## Tracé
| Ligne 1 - verte Honoré-Beaugrand Radisson Langelier Cadillac Assomption Viau Pie-IX Joliette Préfontaine Frontenac Papineau Beaudry Berri-UQAM Saint-Laurent Place-des-Arts McGill Peel Guy-Concordia Atwater Lionel-Groulx Charlevoix LaSalle De l'Église Verdun Jolicoeur Monk Angrignon |